# رجعية

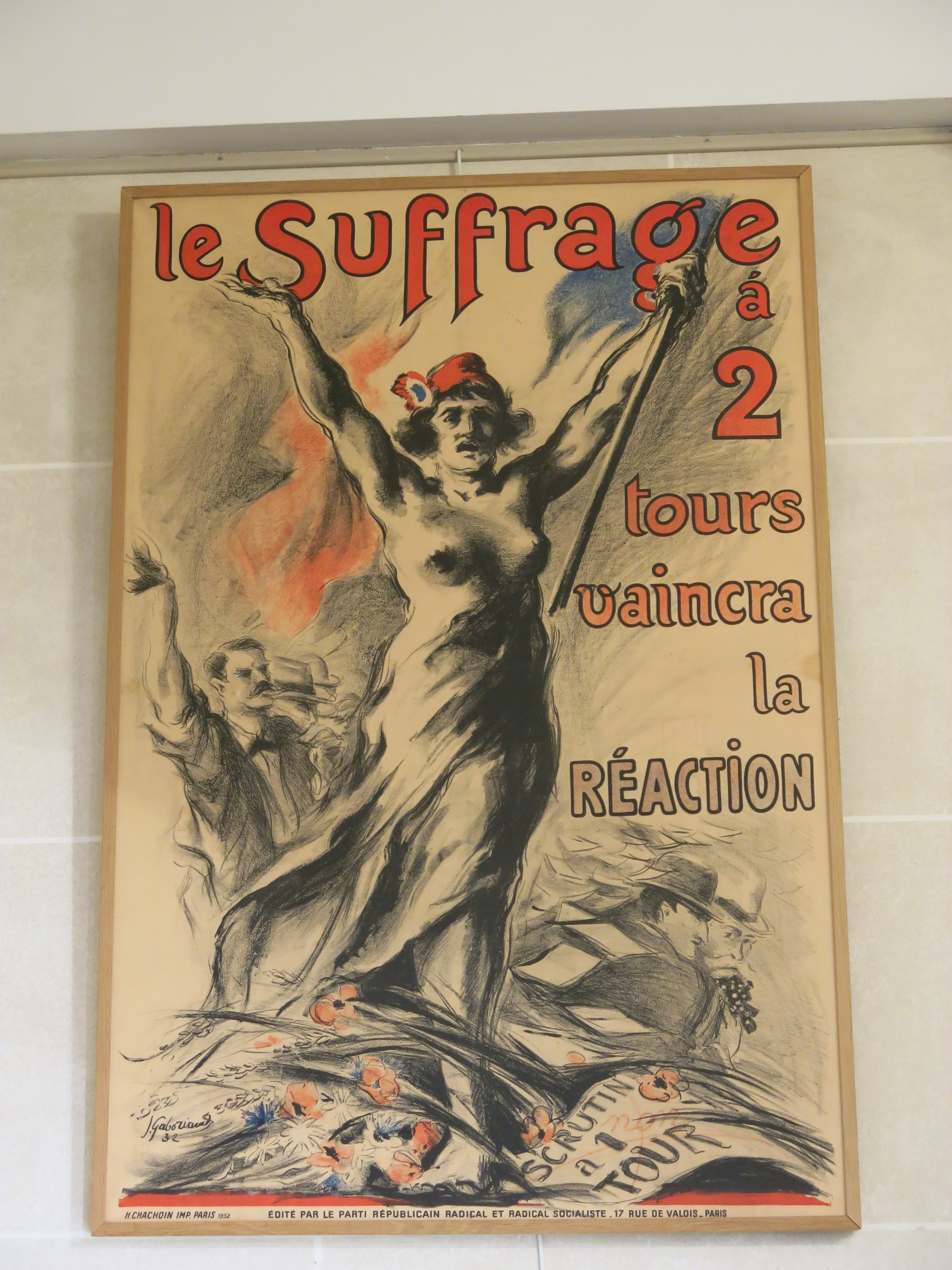

في العلوم السياسية، يمكن تعريف الرجعية (بالإنجليزية: Reactionary)‏ أو الرجعي بأنه شخص أو كيان يحمل وجهات نظر سياسية تحبذ العودة إلى حالة سياسية سابقة للمجتمع يعتقد أنها تتمتع بخصائص غائبة عن الوضع الراهن المعاصر للمجتمع. تصف كلمة رجعية وجهات النظر والسياسات الرامية إلى استعادة الوضع الراهن في الماضي.
تُستخدم كلمة رجعية في كثير من الأحيان في سياق الطيف السياسي اليساري اليميني، وهي أحد التقاليد في السياسات اليمينية. في الاستخدام الشائع، تُستخدم عادةً للإشارة إلى موقف شديد المحافظة؛ موقف يعارض التغيير الاجتماعي أو السياسي. مع ذلك، وفقًا للمُنظر السياسي مارك ليلا، فإن الرجعية تتطلع إلى قلب وضع الانحطاط الحالي واستعادة الماضي المثالي. تصب مثل هذه الرجعية من الأفراد والسياسات في صالح التحول الاجتماعي، على النقيض من الأفراد المحافظين أو السياسات التي تسعى إلى الحفاظ على ما هو موجود في الحاضر.
يمكن أن تكون الأيديولوجيات الرجعية أيضًا متطرفة، بمعنى التطرف السياسي، في خدمة إعادة ترسيخ الأوضاع السابقة. في الخطاب السياسي، تُعتبر الرجعية بشكل عام سلبية، إذ اعتُمد وصف «الرجعية السياسية» من قبل أمثال الملَكي النمساوي إريك فون كوهنيلت ليدين، والصحفي الإسكتلندي غيرالد وارنر من كريغينمادي، واللاهوتي السياسي الكولومبي نيكولاس غوميز دافيلا، والمؤرخ الأميركي جون لوكاش.

## تاريخ المصطلح واستخدامه
أعطت الثورة الفرنسية اللغة الإنجليزية ثلاث كلمات وصفية سياسيًا تشير إلى السياسة المناهضة للتقدمية: «الرجعية» و«المحافظة» و«اليمينية». اشتُقت الرجعية «ريآكشنري» من الكلمة الفرنسية ريأكسونير (وهي كلمة مستحدَثة تعود إلى أواخر القرن الثامن عشر استنادًا إلى كلمة ريأكسيون «رجع»)، وأما محافظة «كونسيرفتف» فاشتُقت من كونسيرفيتر، تعريفًا للبرلمانيين الملَكيين المعارضين للثورة. في هذا الاستخدام الفرنسي، تشير الرجعية إلى «حركة نحو عكس اتجاه أو حالة قائمة» وإلى «العودة إلى حالة شؤون سابقة». يذكر قاموس أكسفورد الإنجليزي أول استخدام باللغة الإنجليزية في عام 1799 في ترجمة لخطاب لازار كارنو حول انقلاب 18 فروكتيدور.
في الثورة الفرنسية، نظمت القوى المحافظة (بالأخص ضمن الكنيسة الكاثوليكية) معارضة للتغيرات الاجتماعية السياسية والاقتصادية التقدمية التي أحدثتها الثورة، وقاتلوا لاستعادة السلطة الدنيوية للكنيسة والتاج. في السياسة الأوروبية في القرن التاسع عشر، تضمنت الطبقة الرجعية التسلسل الهرمي للكنيسة الكاثوليكية والأرستقراطية، والعائلات الملكية، والملكيين. اعتقدوا أن الحكومة الوطنية كانت حكرًا على الكنيسة والدولة. في فرنسا، وُصف موقف أنصار الحكم التقليدي للورثة المباشرين لسلالة آل بوربون برجعية التحزب للحقوق الملكية (للملوك الشرعيين). في الجمهورية الفرنسية الثالثة، كان الملكيون الفئة الرجعية، التي سُميت فيما بعد بالمحافظة. اعتبرت هذه المجموعة أن «الرجع: رد الفعل» رد شرعي على «العمل» الطائش الذي قامت به الثورة الفرنسية في أغلب الأحيان، لذا ما من ازدرائية في مصطلح الرجعية بحد ذاته، ويُستخدم أحيانًا أيضًا لوصف مبدأ انتظار الخصم ليتخذ إجراء في رد فعل عام. في المجتمعات المسيحية البروتستانتية، وصفت الرجعية أولئك الذين يدعمون التقاليد المناهضة للحداثة.
في القرن التاسع عشر، كانت الرجعية تشير إلى الأشخاص الذين مجدوا الإقطاعية وعصر ما قبل الحداثة، أي قبل الثورة الصناعية والثورة الفرنسية، فحين كانت الاقتصادات في معظمها زراعية، هيمنت الطبقة الأرستقراطية المالكة للأراضي على المجتمع، فكان الحُكم بالملكية الوراثية، وكانت الكنيسة الكاثوليكية مركزًا أخلاقيًا للمجتمع. كان هؤلاء الذين وُصفوا بالرجعية يفضلون الطبقة الأرستقراطية بدلًا من الطبقة المتوسطة والطبقة العاملة. عارض الرجعيون الديمقراطية والحكم البرلماني.

### رد فعل ترميدورين
تمثّل رد فعل ترميدورين بحركة داخل الثورة الفرنسية ضد التجاوزات الملموسة من قبل نادي اليعاقبة. في 27 يوليو 1794 (يوافق 9 تيرميدور العام الثاني في التقويم الجمهوري الفرنسي)، انتهى عهد الإرهاب لماكسميليان روبسبيار. كانت الإطاحة بروبسبيار إشارةً إلى إعادة تأكيد المؤتمر الوطني الفرنسي على لجنة السلامة العامة. رُدع نادي اليعاقبة، وأفرِغت السجون، وجُردت اللجنة من سلطاتها. بعد إعدام نحو 104 من أنصار روبسبيار، أوقفت رد فعل ترميدورين استخدام المقصلة ضد معارضي الثورة المزعومين، ووضعت مسارًا وسطًا بين الملكيين والراديكاليين، وأذنت بزمن مليء بالحيوية النسبية وما صاحبها من فساد.

### استعادة الملَكية الفرنسية
مع مؤتمر فيينا، بإلهام من إمبراطور روسيا، القيصر ألكسندر الأول، شكّل ملوك كل من روسيا وبروسيا والنمسا التحالفَ المقدس، وهو شكل من أشكال الأمن الجماعي ضد الثورة والبونابرتية. تجاوزت حركةٌ تطورت في فرنسا -بعد السقوط الثاني لنابليون عندما أعقب ذلك استعادة بوربون- حالةَ رد الفعل هذه. كان يتعين هذه المرة أن تكون ملكية دستورية، مع مجلس برلمان أدنى منتخَب، وهو مجلس النواب. اقتصر حق الامتياز على الرجال الذين تجاوزوا سن الأربعين، ما يشير إلى أنهم عاشوا في ظل الحكم الأترافي في السنوات الخمس عشرة الأولى من حياتهم. مع ذلك، شعر الملك لويس الثامن عشر بالقلق إزاء أنه سيظل يعاني من برلمان مستعصٍ حله. كان مسرورًا بالملكيين المتطرفين، الذين أعادتهم الانتخابات، معلنًا أنه أقام تشامبر إنتروفابل، أي «دارًا لا يمكن العثور عليها» حرفيًا.
كان بيان سانت أويه هو الذي مهد الطريق إلى استعادة بوربون. قبل الثورة الفرنسية، التي أطاحت جذريًا ودمويًا بأغلب جوانب تنظيم المجتمع الفرنسي، كانت الطريقة الوحيدة التي يمكن بها إحداث التغيير الدستوري هي استخراجه من وثائق قانونية قديمة يمكن تفسيرها على أنها تتفق مع الطرح. كان من الضروري التعبير عن كل شيء جديد على أنه إحياء نزيه لشيء قديم انقضى ونُسي. كانت هذه أيضًا الوسيلة المستخدمة للأرستقراطيين المتناقصين للحصول على حصة أكبر من الغنيمة. في القرن الثامن عشر، بحث أولئك من الطبقة النبيلة -الذين تضاءلت حظوظهم وهيبتهم إلى مستوى الفلاحين- بجد عن كل قانون إقطاعي قديم قد يعطيهم شيئًا. على سبيل المثال، كان «الحظر» يعني أن جميع الفلاحين اضطروا إلى طحن الحبوب في مطحنة رؤسائهم. لذلك، جاء هؤلاء النبلاء إلى طبقات المجتمع العامة الفرنسية لعام 1789 وهم على استعداد تام للضغط من أجل توسيع نطاق مثل هذه الممارسات في جميع المقاطعات، إلى الحد القانوني. أصابهم الرعب حين سمحت الثورة الفرنسية، على سبيل المثال، للمواطنين العاديين بالصيد، وهو أحد المتطلبات القليلة التي تمتعوا بها دومًا في كل مكان.
هكذا، مع استعادة البوربون، شرع تشامبر إنتروفابل بإعادة كل قانون لإعادة المجتمع إلى أوضاع ما قبل الملكية المطلقة للويس الرابع عشر، عندما كانت سلطة الطبقة الثانية (النبلاء) في أوجها. هذا ما يميز بوضوح «الرجعية» عن «المحافظة». كان المحافظون ليقبلوا العديد من التحسينات التي جلبتها الثورة، ويرفضوا ببساطة برنامج تراجع شامل. لذا، فإن استخدام كلمة «رجعية» في الأيام اللاحقة كافتراء سياسي غالبًا ما يكون بلاغيًا، ما دام لا يوجد أي شيء تمكن مقارنته مباشرة مع تشامبر إنتروفابل في تاريخ البلدان الأخرى.

### الفلاسفة الدينيون
في أعقاب الثورة، عانت فرنسا باستمرار من المشاحنات بين الملكيين اليمينيين والثوريين اليساريين. فظهر الفلاسفة الدينيون: جوزيف دي مايستر، لويس دو بونالد، وفرانسو رينيه دو شاتوبريان، الذين كانت إجابتهم تتلخص في استعادة آل بوربون وإعادة تثبيت الكنيسة الكاثوليكية باعتبارها دولة مسيحية. منذ ذلك الحين، أظهر الطيف السياسي في فرنسا انقسامات مماثلة. كانت أفكار الفلاسفة الدينيين مدعومة بتعاليم باباوات القرن التاسع عشر.